# 聖フランチェスコの法悦 (スルバラン、ミュンヘン)
『聖フランチェスコの法悦』（せいフランチェスコのほうえつ、西: Der hl. Franziskus in Ekstase, 英: Saint Francis in Ecstacy）は、スペインのバロック絵画の巨匠フランシスコ・デ・スルバランが1658–1660年にキャンバス上に油彩で制作した絵画である。1836年以来、ミュンヘンのアルテ・ピナコテークに所蔵されている。
カプチン会修道会の僧衣 (フランシスコ会の僧衣でもある) を身に着けたアッシジの聖フランチェスコが神秘的な恍惚感に浸っている描写は、トリエント公会議以降に普及した構図に従っている。本作は、スルバランが描いた聖フランチェスコを主題とする作品のうちの1点で、同主題作としては最後から2番目のものである。一番最後の同主題作『洞窟で祈る聖フランチェスコ』は個人の所有となっている。

## 作品
本作が1756年にバイエルン選帝侯カール・テオドールによりマンハイムの画廊のために購入された時は、誤ってグイド・レーニの作品として帰属された。1799年に、ミュンヘンのホフガルテンガレリー (Hofgartengalerie) に移され、1818年にドイツの画家で、バイエルン王ルートヴィヒ1世の王室コレクションの管理者ヨハン・ゲオルク・ディリスにより帰属がスルバランに改められた。
スルバランは数多くの作品で聖フランチェスコを描いたが、1630-1640年代の作品は悔悛する聖人たちを好むバロック絵画の傾向にしたがって、悔悛する聖フランチェスコの劇的なイメージを表現したものであった。それらの作品に対し、本作は別の解釈と別の様式で描かれている。すなわち、より正統的にフランシスコ会的な作品である。
以前の作品の瞑想するような禁欲主義に代わって、聖フランチェスコを有名にした彼の率直でやさしい帰依の念が現れている。このような表現のために、スルバランは以前の作品における常套手段であったキアロスクーロ（明暗の鮮明な対比）を放棄した。柔らかい光がむらなく画面を照らしており、額や指先の微妙な半陰影が示すように、影はもはや色彩を曇らせてはいない。灰色と茶色による暖かみのある陰影は相互に穏やかに捕捉しあい、色面間の移行も唐突ではなく徐々になされている。
聖フランチェスコの顔貌も変化している。以前のスルバランは、聖フランチェスコを力強く武骨な顔立ちに描いていたが、本作の聖フランチェスコは洗練された美貌の持ち主である。こうした変化は、宗教的作品に精神的な魅力と同様に官能的な魅力をも求める新しい嗜好に適応すべく加えられたものである。この変化は、バルトロメ・エステバン・ムリーリョの技法の影響を受けている。

## スルバランの『聖フランチェスコ』

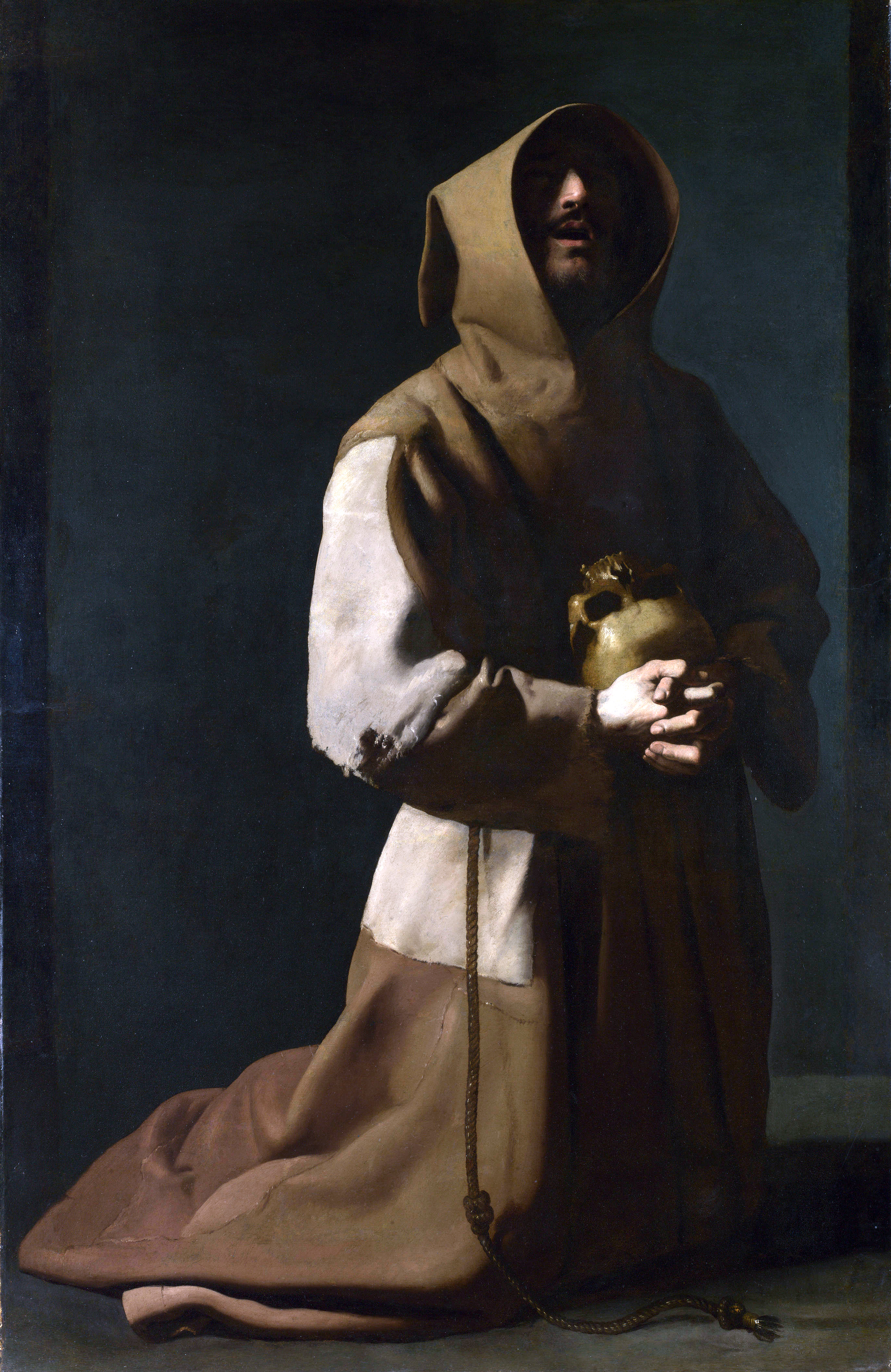
『瞑想する聖フランチェスコ』（1635-1639年）ロンドン・ナショナル・ギャラリー
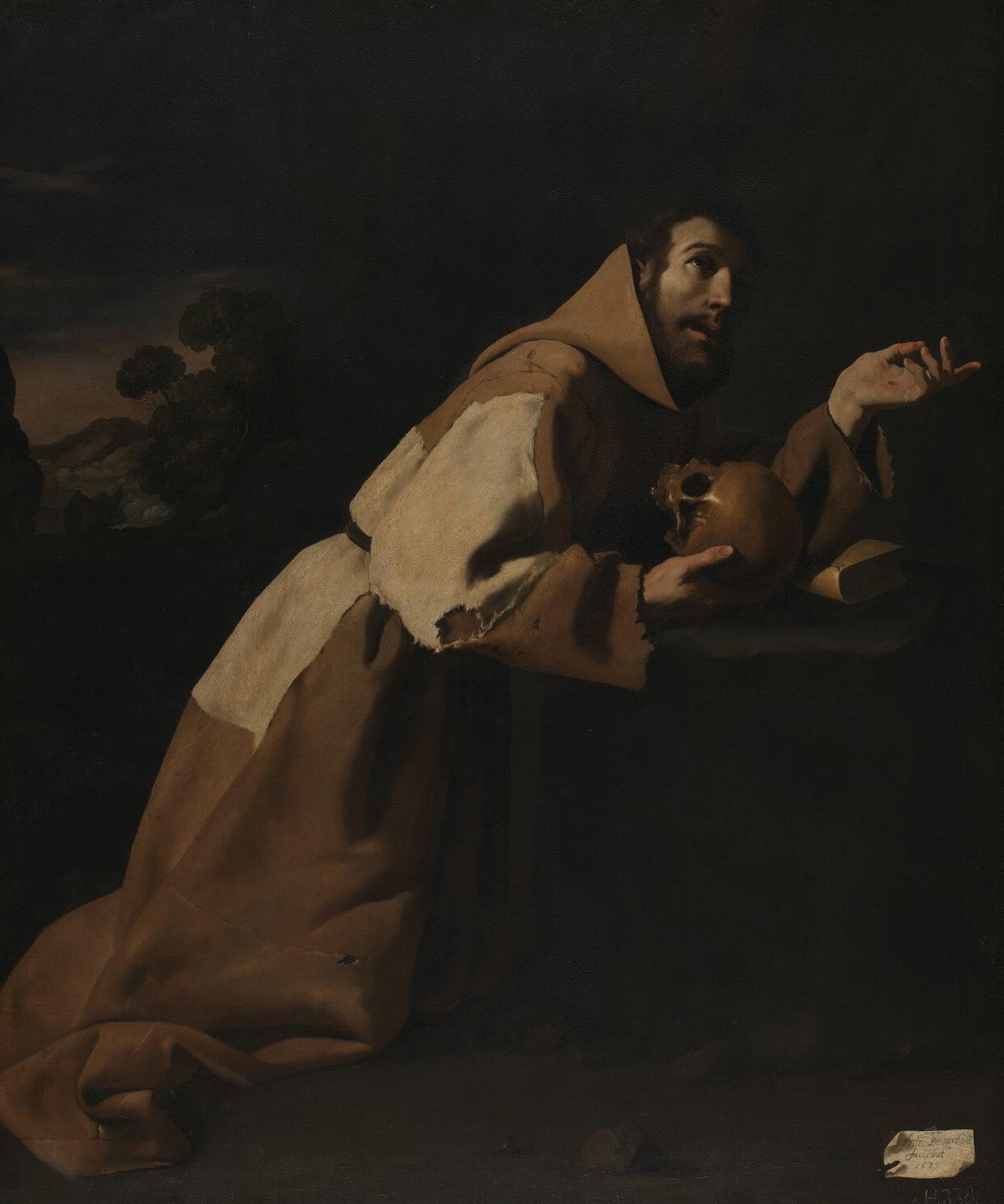
『瞑想する聖フランチェスコ』（1639年）ロンドン・ナショナル・ギャラリー
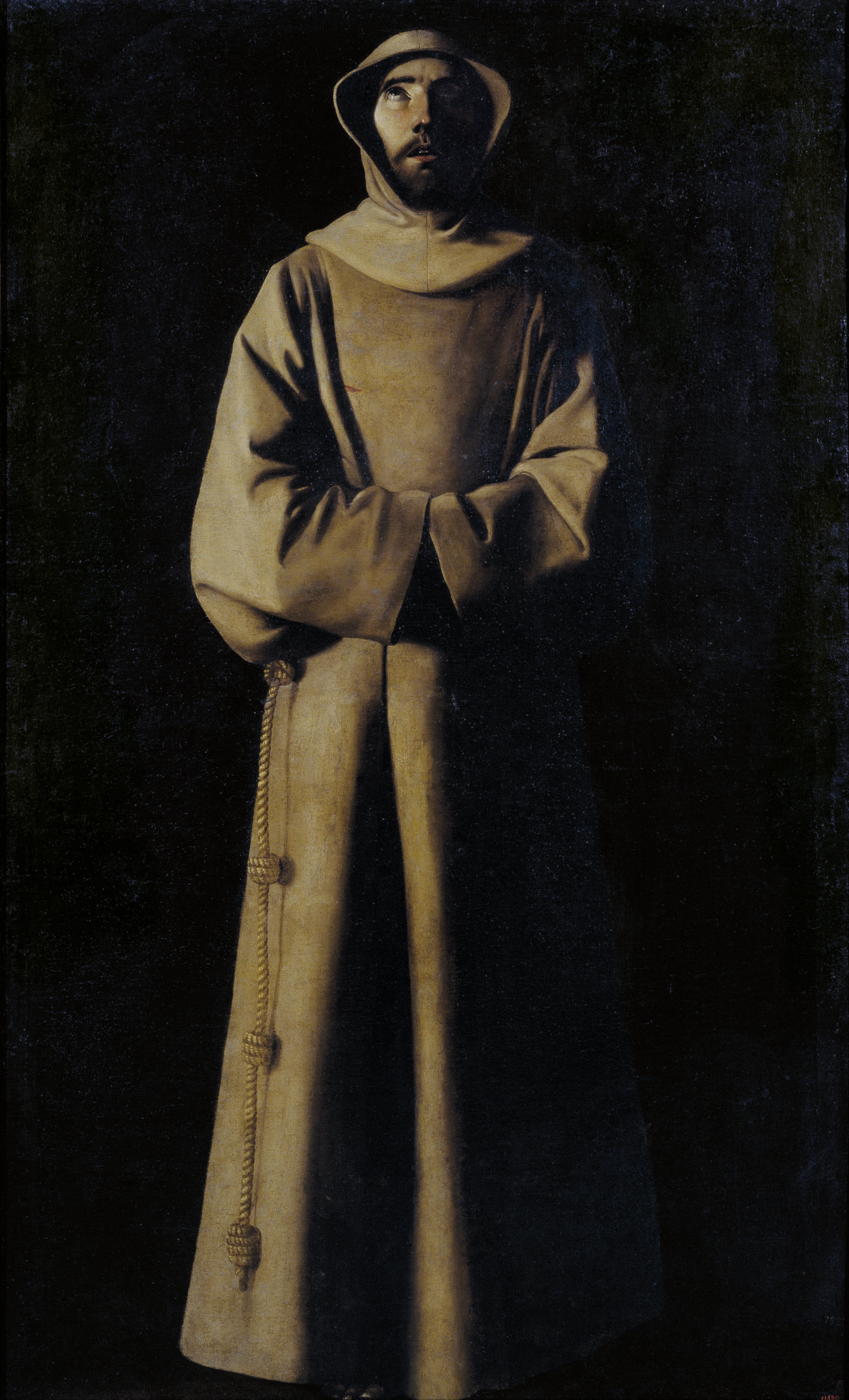
『聖フランチェスコ』（1640年ごろ）カタルーニャ美術館 (バルセロナ)
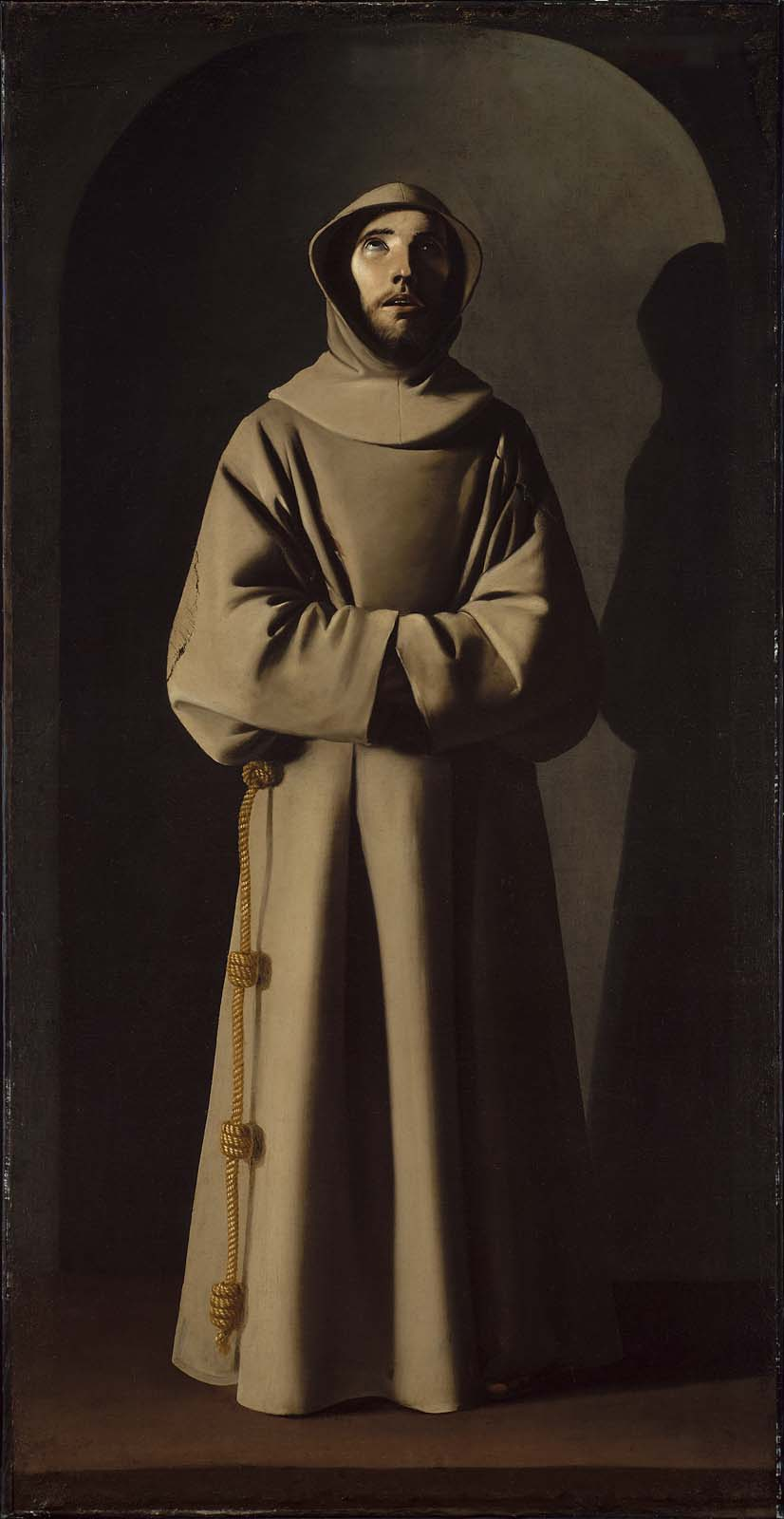
『聖フランチェスコ』（1640-1645年ごろ）ボストン美術館
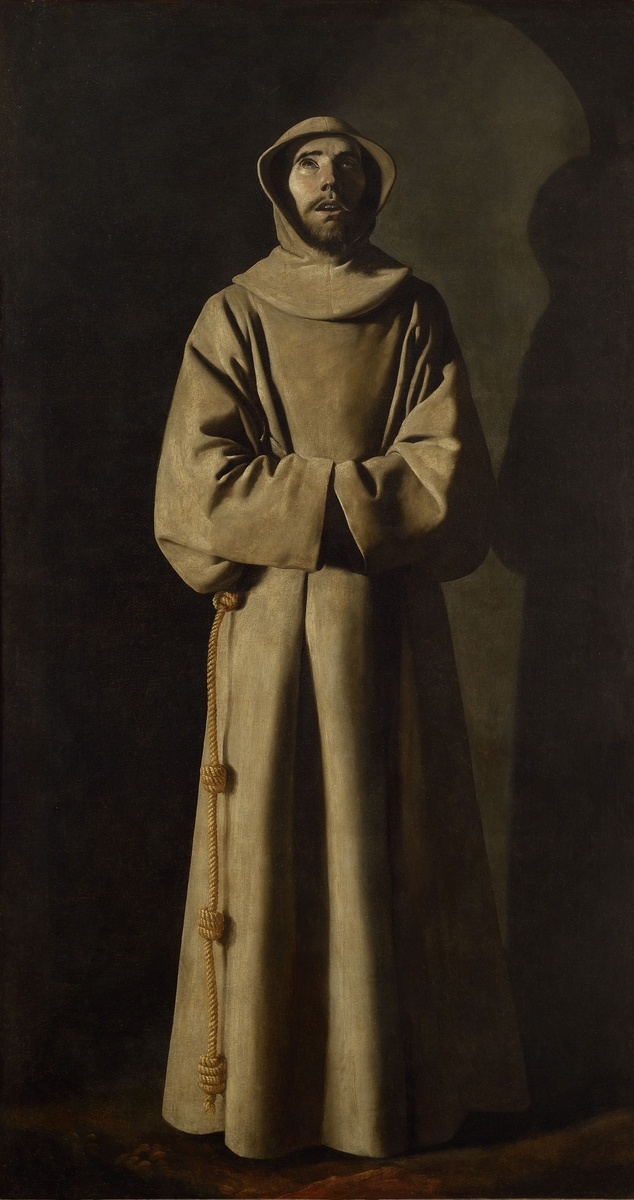
『聖フランチェスコ』（1650-1660年[5]）リヨン美術館
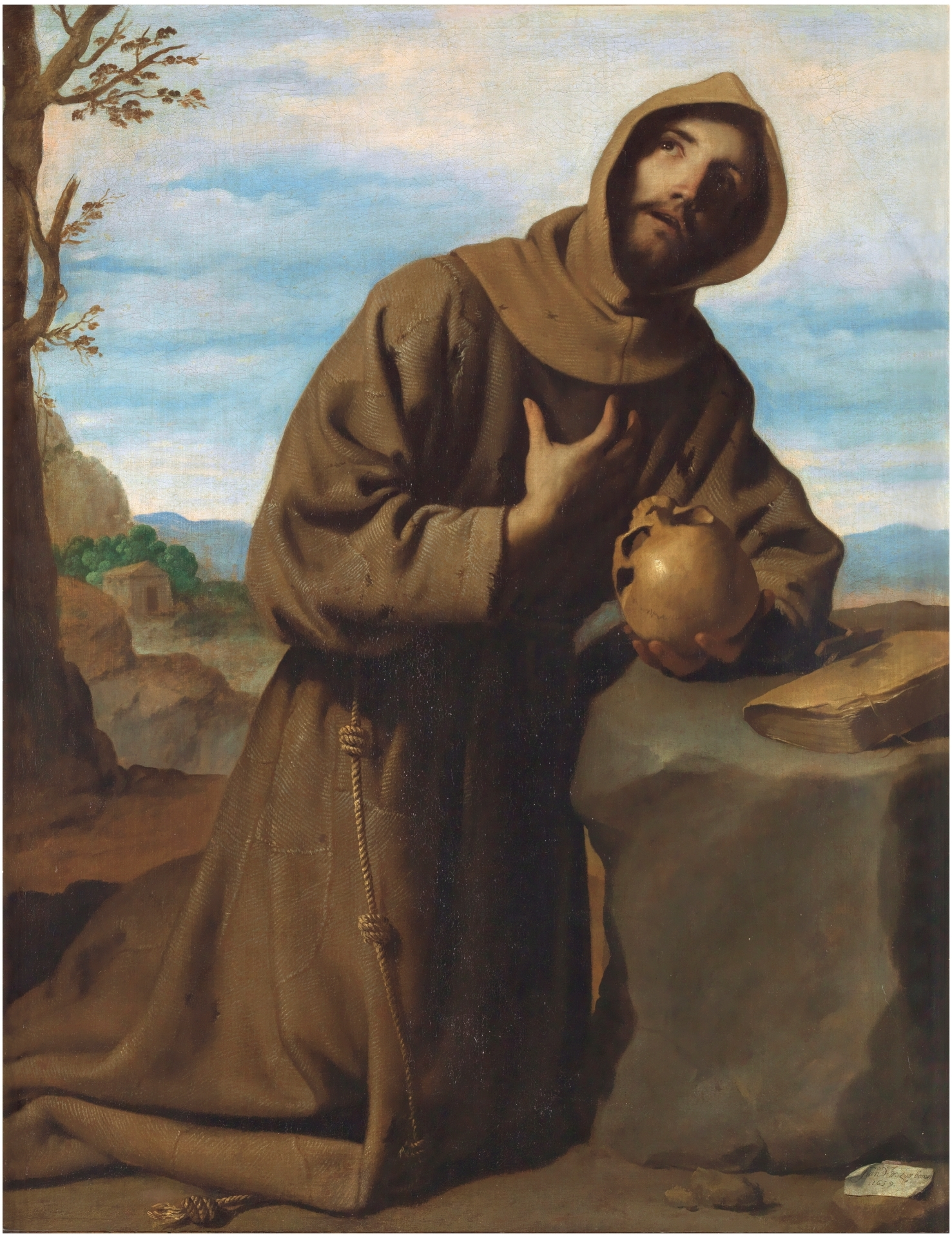
『祈る聖フランチェスコ』（1659年）プラド美術館 (マドリード)